# Electric Ladyland
«Electric Ladyland» — третій і останній альбом гурту Jimi Hendrix Experience, випущений в 1968 році. Цей альбом вважається вершиною гітарної майстерності Джимі Гендрікса і часто називається найкращим рок-альбомом всіх часів.

## Опис альбому
Подвійний альбом «Electric Ladyland» розкрив музичний талант Гендрікса. Він включає зразки кожної з психоделічних музичних течій («Burning of the Midnight Lamp»), блюзового гітарного джему («Voodoo Chile»), рок-н-ролу в стилі 50-х («Little Miss Strange»), а також епічну «A Merman I Should Turn To Be», яку можна розглядати як ранній приклад прогресивного року. Гендрікс так само записав кавер-версію «All Along the Watchtower» Боба Ділана, яку багато хто (включаючи самого Ділана) називають найкращою версією цієї композиції.
Запис альбому супроводжувалася постійними труднощами. Після проблемного туру по Скандинавії та Англії, Гендрікс вирішив переїхати в США. Розчарований обмеженнями в творчості, які створювали звукозаписні компанії, він заснував власну студію в Нью-Йорку, в якій міг реалізувати всі свої музичні ідеї. Спорудження студії супроводжували проблеми і її будівництво було остаточно завершено тільки в середині 70-х. В результаті, Джимі записав основний обсяг матеріалу на студії «The Record Plant». 
Через труднощі у відносинах з басистом  гурту «The Jimi Hendrix Experience» Ноелем Редінгом Джимі сам записав велику частину партій бас-гітари, включаючи басів соло у композиції «1983». Під час запису «All Along the Watchtower» Редінг пішов у найближчий бар, Гендрікс взяв його бас та записав пісню.
Коли альбом був майже закінчений, один з технічних співробітників студії перейменував альбом в «Electric Landlady». Альбом мало не вийшов під такою назвою, але Гендрікс помітив зміну і повернув стару назву.
«Electric Ladyland» посів перше місце в хіт-параді США. Версія для Великій Британії посіла п'яте місце.
У 1998 читачі журналу «Q» поставили «Electric Ladyland» на 22-е місце серед найбільших альбомів усіх часів.

## Список композицій
| Перша сторона | Перша сторона                               | Перша сторона |
| #             | Назва                                       | Тривалість    |
| ------------- | ------------------------------------------- | ------------- |
| 1.            | «…And the Gods Made Love»                   | 1:21          |
| 2.            | «Have You Ever Been (To Electric Ladyland)» | 2:12          |
| 3.            | «Crosstown Traffic»                         | 2:25          |
| 4.            | «Voodoo Chile»                              | 15:05         |

| Друга сторона | Друга сторона                  | Друга сторона |
| #             | Назва                          | Тривалість    |
| ------------- | ------------------------------ | ------------- |
| 5.            | «Little Miss Strange»          | 2:50          |
| 6.            | «Long Hot Summer Night»        | 3:30          |
| 7.            | «Come On (Part 1)»             | 4:10          |
| 8.            | «Gypsy Eyes»                   | 3:46          |
| 9.            | «Burning of the Midnight Lamp» | 3:44          |

| Третя сторона | Третя сторона                             | Третя сторона |
| #             | Назва                                     | Тривалість    |
| ------------- | ----------------------------------------- | ------------- |
| 10.           | «Rainy Day, Dream Away»                   | 3:43          |
| 11.           | «1983… (A Merman I Should Turn to Be)»    | 13:46         |
| 12.           | «Moon, Turn the Tides…gently gently away» | 1:01          |

| Черверта сторона | Черверта сторона                | Черверта сторона |
| #                | Назва                           | Тривалість       |
| ---------------- | ------------------------------- | ---------------- |
| 13.              | «Still Raining, Still Dreaming» | 4:24             |
| 14.              | «House Burning Down»            | 4:35             |
| 15.              | «All Along the Watchtower»      | 4:01             |
| 16.              | «Voodoo Child (Slight Return)»  | 5:14             |

Всі пісні крім № 5, № 7 і № 15 написані Джимі Хендріксом. «Little Miss Strange» — Ноел Редінг, «Come On (Part 1)» — Ерл Кінг, «All Along the Watchtower» — Боб Ділан.

## Музиканти
- Джимі Гендрікс — електрогітара, вокал, бас-гітара (2, 6, 8, 11, 14, 15), електроклавесін (9), ударні, Казу (3)
- Мітч Мітчел — ударні (крім 10 і 13), перкусія, бек-вокал
- Ноель Реддінг — бас-гітара (3, 5, 7, 9, 11, 16), бек-вокал, акустична гітара (5), вокал (5)

### Запрошені музиканти
- Джек Касаді[en] — бас-гітара (4)
- Стів Вінвуд[en] — орган (4)
- Ел Купер [en] — фортепіагл (6)
- Cissy Houston і The Sweet Inspirations[en] — бек-вокал (9)
- Larry Faucette — Конга (10, 13)
- Mike Finnigan[en] — орган (10, 13)
- Freddie Smith[en] — тенор саксофон (10, 13)
- Buddy Miles[en] — ударні (10, 13)
- Браян Джонс — перкусія (15)
- Дейв Мейсон — 12-ти струнна акустична гітара (15), бек-вокал (3)
- Chris Wood[en] — флейта (11)